# Populisten
Populisten är en kriminalroman av den svenske författaren och politikern Thomas Bodström. Romanen avslutar serien om advokat Mattias Berglund, justitieminister Gerd Lundin och länskriminalpolis Susanne Dahlgren, och är den fjärde i ordningen.